# Cayo Asinio Polión (cónsul 23)

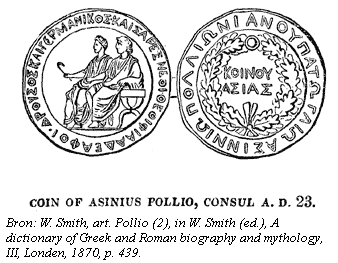
Reproducción de una moneda emitida en la provincia Asia por Cayo Asinio Polión como procónsul de la provincia en honor de Druso el Mayor y de Germánico, abuelo y padre de Calígula respectivamente, quien los había divinizado.

Cayo o Gayo Asinio Polión  fue un senador romano del siglo I que desarrolló su cursus honorum bajo los imperios de Tiberio y Calígula.

## Familia
Era hijo de Cayo Asinio Galo, consul ordinarius en 8 y de Vipsania, nieto de Cayo Asinio Polión, consul ordianrius en 40 a. C, importante general durante las guerras civiles de la República romana y también historiador, y era hermano de Marco Asinio Agripa,  consul ordinarius en 25, de Servio Asinio Céler, consul suffectus en 38, de Asino Salonino, senador muerto en 22 y de Asinio Galo, conspirador contra Claudio en 46; también era medio hermano de Druso el Joven a través de su madre, Vipsania, quien había estado casada en primeras nupcias con el futuro emperador Tiberio.

## Carrera pública
Su primer cargo conocido fue el de pretor peregrino en 20. En 23, fue elegido consul ordinarius. Su carrera fue frenada por la enemistad entre Tiberio y su padre, quien fue ejecutado en 33, por lo que no pudo ocupar nuevos cargos hasta el imperio de Calígula, cuando fue nombrado procónsul de Asia en 38-39.